# امپیپال
امپیپال (به لاتین: Amppipal) یک منطقهٔ مسکونی در نپال است که در Gandaki Zone واقع شده‌است.